# Eparchia di Łódź e Poznań
L'eparchia di Łódź e Poznań (in polacco: Diecezja łódzko-poznańska) è un'eparchia della chiesa ortodossa polacca. Ha sede nella città di Łódź, in Polonia, dove si trova la cattedrale di Alexander Nevskij.

## Storia
L'eparchia è stata fondata nel 1948 con il nome di eparchia di Łódź e Breslavia, nome mantenuto fino al 1951, quando l'organizzazione dell'eparchia è stata ripensata, assumendo il nome e l'assetto attuale. L'eparchia è la più grande diocesi ortodossa presente in Polonia per estensione ma anche quella che conta il minor numero di parrocchie, raggreuppate in tre decanati: Lodz, Cracovia e Bydgoszcz.